# Nastassja Prakapenka
Nastassja Samussewitsch Prakapenka, geborene Samussewitsch (belarussisch Настасся Самусевіч Пракапенка (Самусевіч); englisch Anastasiya Prokopenko; * 20. September 1985 in Sluzk, Weißrussische SSR, Sowjetunion) ist eine belarussische Pentathletin.

## Erfolge
Nastassja Prakapenka gewann bei Welt- und Europameisterschaften zahlreiche Medaillen. 2017 wurde sie im Einzel Europameisterin, 2007 wurde sie zunächst mit der Mannschaft und schließlich 2018 sowohl im Einzel als auch in der Staffel Weltmeisterin. 2021 wurde sie nochmals Weltmeisterin im Einzel. Darüber hinaus gewann sie mehrere Silber- und Bronzemedaillen bei Welt- und Europameisterschaften. Sie nahm an drei Olympischen Spielen teil: 2008 belegte sie den vierten Rang hinter Wiktorija Tereschtschuk, der jedoch vom IOC am 1. März 2017 die Bronzemedaille wegen Dopings aberkannt wurde. Im September 2018 erhielt Prakapenka nachträglich die Bronzemedaille zugesprochen. Bei den Olympischen Spielen 2012 in London wurde sie Sechste, 2016 in Rio de Janeiro belegte sie den 21. Rang.